# 早川舞
早川 舞（はやかわ まい、7月14日 - ）は、日本の女性声優。埼玉県出身。ネクシード所属。

## 来歴
勝田声優学院、俳協ボイスアクターズスタジオ、映像テクノアカデミア卒業。

## 人物
趣味は絵を描くこと、気ままに歩くこと、化粧品リサーチ。

## 出演

### ゲーム
- AIの野望
- LEGO マーベル スーパー・ヒーローズ 2 ザ・ゲーム（2017年）

### 吹き替え

#### 映画
- I Cupture the Castle（トパーズ）
- アトランティック・リム（ホロウィッツ）
- アロハ（アンジェラ）
- イップ・マン 継承（大家）
- インサイダーズ/内部者たち（キャスター女）
- ウェズリー・スナイプス　シールド・フォース 監獄要塞（ライリー）
- ウォーリアー（ピラー）
- エアポート2013（コニー / ポリー〈ディー・ウォーレス〉）
- エアポート2015（キャメロン）
- エスケイプ・フロム・イラク（バラバン）
- 王になった男 ※BSジャパン版
- 鬼はさまよう（マダム）
- カウントダウン・トゥ・デス（リリー）
- カランジル（フランシ）
- 逆殺館（キャサリンの母）
- 96時間/レクイエム（学生女黒髪）
- キリング・ファミリー 殺し合う一家（マルタ）
- クライアント・リスト ザ・ムービー（ジェイシー）
- クライシス（マディラ・ブラウアー〈インディラ・ヴァルマ〉）
- クローズド・バル 街角の狙撃手と8人の標的（トリニ）
- ゲート・オブ・キングダム 王の帰還（エダナ）
- ゲット・サンタ! 聖なる夜の脱獄大作戦（トム）
- ゲットバック 人質奪還（ゲイル）
- ゴーストハンターズ オバケのヒューゴと氷の魔人（パトリシア）
- 極秘捜査（ギルヨンの妻）
- コンタクト（レイチェル）
- ザ・ヴァーチャリスト（アレグラ）
- ザ・ヴィジランテ 世界最強の私設軍隊（ジェイド）
- サスペクツ・ダイアリー すり替えられた記憶（ジェン）
- サバイバーズ（オーズの母）
- サボタージュ
- サラリーマン・バトルロワイアル（ヘレナ）
- ザ・レイジ 果てしなき怒り（ティタ）
- ZIPPER/ジッパー エリートが堕ちた罠（ジニー）
- JUKAI-樹海-（マユミ）
- シン・アルマゲドン（サラ）
- スウィート・ヘル（バーナデッド）
- ZOOMBIE ズーンビ（エレン）
- スティンガー（アルビナ）
- 素敵なサプライズ ブリュッセルの奇妙な代理店（マリッサ）
- スペシャル・フォース（リザ）
- スモーク・アンド・ミラーズ 1000の顔を持つスパイ（CA）
- SEXテープ（カタリーナ）
- セルフレス/覚醒した記憶（クレア〈ミシェル・ドッカリー〉）
- ダークサイド（エバ）
- ダブルヘッド・ジョーズ
- チリ33人 希望の軌跡（アル・ジャマール）
- ディストラクションZ（ヘイリー）
- DEMON デーモン（リリアン〈ジュリア・スタイルズ〉）
- トゥームインベイダー（ヘレナ）
- ドラフト・デイ（アンジー）
- ドリーム ホーム 99%を操る男たち（リン・ナッシ〈ローラ・ダーン〉）
- ドローン・オブ・クライム（エレン）
- トワイライト・ウォリアーズ 決戦! 九龍城砦（燕芬姐〈フィッシュ・リウ〉[2]）
- ドント・スリープ（サイクス）
- バース・オブ・ネイション（少年サム）
- バードマン あるいは（無知がもたらす予期せぬ奇跡）（テレビ女）
- 8月の家族たち（ジョナ・モンヴァータ〈ミスティ・アッパム〉）
- バトル・オブ・バミューダトライアングル
- バンクラッシュ（ローラ）
- 美女と野獣（アストリッド〈ミリアム・シャルラン〉）
- PLANET OF THE SHARKS 鮫の惑星（ニコルス）
- フライング・ギロチン（少年）
- 不倫の報酬/PAID IN FULL ハーレム・ストーリー（ジェーン）
- ベイルート（ナディア）
- ベストマン -シャイな花婿と壮大なる悪夢の2週間-（ディーディー）
- ベンジェンス -復讐の自省録-（英語版）（カフェ客女）
- ホワイト・ボーイ・リック（ドーン・ウェルシュ〈ベル・パウリー〉）
- マザー・ドント・クライ（レイチェル）
- マックス（車の女）
- マラヴィータ（ランティエ先生）
- マン・アップ! 60億分の1のサイテーな恋のはじまり（フラン〈ハリエット・ウォルター〉）
- ミッシング・デイ（ベロニカ）
- メガ・シャークVSグレート・タイタン
- メガ・シャークVSメカ・シャーク（ロージー〈エリザベス・ローム〉）
- ラン・スルー・ザ・ナイト（タマラ）
- リバイバル 妻は二度殺される（ヘジン）
- リベリオン ワルシャワ大攻防戦（カマ）
- リミット・オブ・アサシン（リン・ビセット〈シュイ・チン〉）
- リリーのすべて（エルサ）
- ロード・インフェルノ（ディアナ〈アニエック・フェイファー〉）
- ロシアン・スナイパー（ソーニャの母）
- ロボコップ（ケリー・パーキンズ〈マウラ・グリーアーソン〉）
- わたしに会うまでの1600キロ（同級生女）

#### ドラマ
- iゾンビ シーズン2（イリーナ 他）
- アメリカン・ホラー・ストーリー シーズン3（シャンタル）
- エレメンタリー ホームズ&ワトソン in NY シーズン5（医師女）
- ガンパウダー（ハドソン 他）
- グッド・ドクター 名医の条件（ファラー看護師 他）
- クレイジー・エックス・ガールフレンド シーズン3（クリス）
- GLOW: ゴージャス・レディ・オブ・レスリング シーズン1・2（アーティ）
- クワンティコ/FBIアカデミーの真実 シーズン2（セシリア）
- 結婚契約（オ・ミラン〈イ・フィヒャン〉[3]）
- コード・ブラック 生と死の間で
- 荒野のピンカートン探偵社
- 殺人を無罪にする方法
- シャナラ・クロニクルズ（ティルトン司令官）
- 新米刑事モース（モニカ）
- スーパーナチュラル シーズン13（エレウォン）
- スリーピー・ホロウ シーズン1・2
- Zネーション シーズン1 - 4（アディ）
- セルフリッジ 英国百貨店 シーズン1・2（ミス・ブレンキンソップ）
- ティーン・スパイ K.C.
- トミーとタペンス -2人で探偵を-（アネット）
- ナイトメア 〜血塗られた秘密〜
- 華政（キム・ゲシ）
- ブラインドスポット タトゥーの女
- THE FLASH/フラッシュ シーズン4（イジー）
- BLOODLINE ブラッドライン シーズン1 - 3（メグ・レイバーン〈リンダ・カーデリーニ〉）
- ブルックリン・ナイン-ナイン シーズン3・5
- ブロードチャーチ〜殺意の町〜 シーズン3（リンジー）
- ヘヴィメタル・クロニクル
- HOSTAGES ホステージ（レナ、サマンサ）
- マッドメン
- ランナウェイズ（レスリー・ディーン）
- リゾーリ&アイルズ ヒロインたちの捜査線
- LUCIFER/ルシファー

#### アニメ
- アベンジャーズ・アッセンブル（ダークスター）
- いたずらウサギ ヨハンの大冒険（ヨハンのママ）
- デンジャー&エッグ なかよし2人のおかしな大冒険（フランチェスカ）
- ハイ・ホー7D（侯爵夫人）
- ピーターパン 新たなる冒険（ベイビー、リリー）
- ぼくの名前はズッキーニ（パピノー園長）
- 魔法が解けて（ウーナ）
- レゴ フレンズ（校長 他）

### ボイスオーバー
- ジェイミー&ジミー フード・ファイト・クラブ
- スイート・アニマル・パラダイス
- 世界・神秘の道をゆく
- ディスカバリーチャンネル
- トラベル・ワイルド
- ナショナル ジオグラフィック
- バタード・バスタード・ベースボール
- マーサ・スチュワート・ショー
- リンカーン大統領暗殺の真相
- ワームウッド（アリス）

### ナレーション
- アイケアHOME 手持眼圧計 トレーニングビデオ
- タカラトミーアーツ「カフカくん ふしぎトーン」PV
- TOKAI「朝露のしずくプレミアム」TVインフォマーシャル
- 水道屋本舗「サービスの流れ」動画（女性オペレーター）

### VP
- 日邦薬品工業「お客様と心を通わせる接客のコツ」
- パラマウンドベッド「楽匠Zシリーズ ベッドの安全な使用方法」